# Peter Kuhn (Karnevalist)

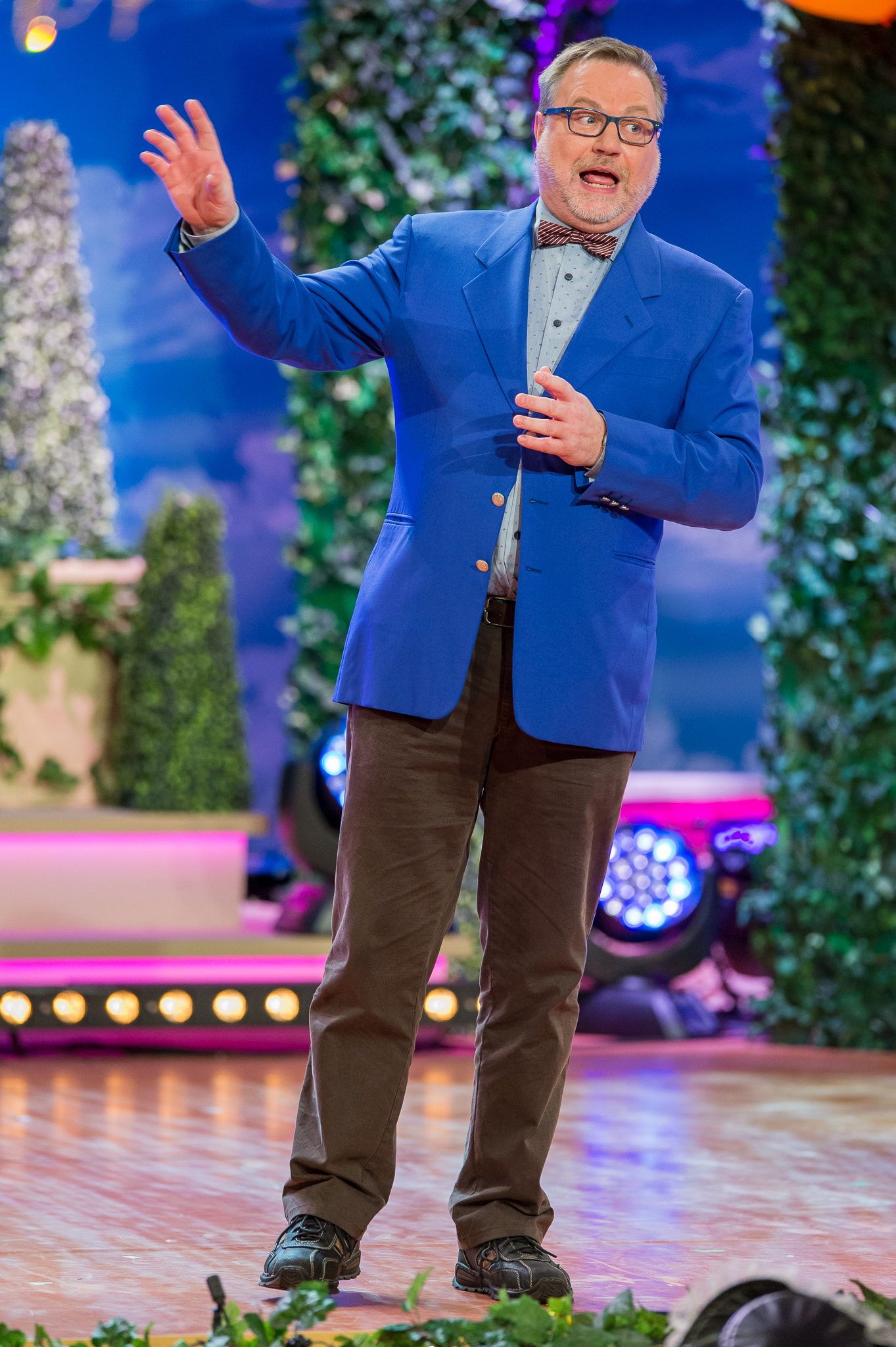
Peter Kuhn – Fastnacht in Franken 2016

Peter Kuhn (* 22. November 1962 in Bad Mergentheim) ist ein deutscher Karnevalist.

## Leben
Kuhn verbrachte seine Kindheit in Unterbalbach, seit 1973 wohnt er jedoch in Oberwerrn bei Schweinfurt. Nach dem Abitur (1982) und anschließender Bundeswehrzeit absolvierte er eine Ausbildung zum staatlich anerkannten Erzieher. Seit 1989 ist er in der Schweinfurter Jugendhilfeeinrichtung „Haus Marienthal“ als Gruppenleiter einer heilpädagogischen Wohngruppe tätig.
Peter Kuhn tritt seit 1991 als Büttenredner bei der Fastnachtsgesellschaft „Schwarze Elf Schweinfurt“ auf. Überregional bekannt wurde er durch seine alljährliche Mitwirkung in der Kultsendung „Fastnacht in Franken“ des Bayerischen Rundfunks.
Seine Büttenreden sind politischer und gesellschaftskritischer Art und zeichnen sich durch ein gehobenes Niveau, viele Anspielungen und Doppeldeutigkeiten in den stets gereimten Vorträgen aus. Er wurde von der „Pforzheimer Faschingsgesellschaft“ (PFG) als bester Büttenredner der Kampagne 1995/1996 mit der „Goldenen Bütt“ ausgezeichnet. In der Kampagne 1997/1998 errang er hier sogar die „Brillantene Bütt“. Beides waren Auszeichnungen, welche vom Publikum und nicht von einer Jury vergeben wurden.
Als weitere karnevalistische Tätigkeit schrieb Peter Kuhn auch die Texte für die Gruppe „Die Faschingsmuffel“, wobei er auch selbst in der Show mitwirkte. „Die Faschingsmuffel“ setzten von 1995 bis 2012 jeweils den umjubelten Schlusspunkt unter die Sitzungen der „Schwarzen Elf Schweinfurt“.
Bereits seit 1983 ist Peter Kuhn auch Mitglied der Amateurtheatergruppe „Junge Oberwerrner Bühne“. Hier fungiert er mittlerweile als Vorstand, Produzent, Regisseur, Hauptdarsteller, Bühnenbildner u. a. Peter Kuhn ist auch hier überregional engagiert. Im Herbst 2004 wurde er zum stellvertretenden Vorsitzenden im Bezirk Franken des Verbandes Bayerischer Amateurtheater gewählt.
2013 wirkte Peter Kuhn in der Filmparodie „Murggs“ mit. Dieser Krimi entstand nach einer Idee von Oliver Tissot und unter der Regie von Rüdiger Baumann. Neben Peter Kuhn waren noch viele andere fränkische Fastnachter, Comedians und Kabarettisten in zahlreichen kleinen Rollen zu sehen. 2025 war Peter Kuhn mit einer Gastrolle in der 3512. Folge der Vorabendserie "Dahoam is Dahoam" des Bayerischen Rundfunks dabei.

## Büttenreden
- 1991: „Schlaflose Nächte“ (als schlafgestörter Jüngling)
- 1992: „Karten auf den Tisch!“ (als Joker aus dem Kartenspiel)
- 1993: „Dringende Bedürfnisse“ (als peinlich berührter Toilettenbesucher)
- 1994: „Die Post geht ab!“ (als übereifriger Postbote)
- 1995: „Bis das Blut gefriert!“ (als Vampir)
- 1996: „Die Reform der deutschen Rechtschreibung“ (als Professor)
- 1997: „Schlag auf Schlag“ (als Golfspieler)
- 1998: „Made in Germany“ (als Kaffeefahrtenvertreter)
- 1999: „Kamera ab! Ton läuft!“ (als Regie-Assistent beim Film)
- 2000: „Diagnose: Hoffnungslos!“ (als Arzt)
- 2001: „Echt voll krass, ey!“ (als Punker)
- 2002: „Ich bin schwul - und das ist gut so!“ (als Transvestit)
- 2003: „Schillers Glocke“ (als Literat)
- 2004: „Wanderung durch Deutschland“ (als verirrter Wanderer)
- 2005: „Ich bin ein Star - holt mich hier raus!“ (als Moderator)
- 2006: „Die Wege des Herrn ...“ (als Mönch)
- 2007: „Beim Barte des Propheten!“ (als arabischer Sheik)
- 2008: „Ach herrje, du fröhliche!“ (als Weihnachtsmann)
- 2009: „Das Jahr der Mathematik“ (als Mathematiker)
- 2010: „Traumschiff ahoi!“ (als Kapitänin eines Kreuzfahrtschiffes)
- 2011: „Ein Blick zurück im Zorn“ (als demonstrierender Wutbürger)
- 2012: „Was tun, spricht Zeus“ (als griechischer Göttervater)
- 2013: „Deutschland von unten“ (als Obdachloser)
- 2014: „Kleine Kinder, kleine Sorgen“ (als Peter Lustig)
- 2015: „Einer von der alten Garde“ (als historische Bürgerwehr)
- 2016: „Alle reden vom Wetter!“ (als Wetterplauderer)
- 2017: „Es wird ja immer schöner!“ (als Maskenbildner)
- 2018: „Chemische Analysen“ (als Chemiker in einer Kläranlage)
- 2019: „Sicher ist sicher!“ (als fastnächtlicher Sicherheitsbeauftragter)
- 2020: „Mit Schirm, Charme und Melone“ (als englischer Gentleman)
- 2021: „Das Phantom der Oper“ (als Phantom)
- 2022: „Es grünt so grün“ (als Gärtner der Bundesgartenschau)
- 2023: „Welch eine verkehrte Welt!“ (als Faschingsprinz)
- 2024: „Alles was Recht ist!“ (als Amtsrichter)
- 2025: „Alles Mode, oder was!?“ (als Modedesigner)

## Auszeichnungen
- 1995: Gewinner der „Goldenen Bütt“ der Pforzheimer Faschingsgesellschaft als bester Redner in der Kampagne 1995/96
- 1997: Gewinner der „Brillantenen Bütt“ der Pforzheimer Faschingsgesellschaft als bester Redner in der Kampagne 1997/98
- 2002: „Spiegelorden“ der Schwarzen Elf Schweinfurt für 11-jährige aktive karnevalistische Tätigkeit
- 2006: JOB-Ehrenpreis für besondere Verdienste um die „Junge Oberwerrner Bühne“ (JOB)
- 2007: Aufnahme in das „Närrische Diplomatische Corps“ der Dachorganisation Wiesbadener Karneval (DACHO) 1950 e.V.
- 2007: Sonderorden „Ritter des geschliffenen Wortes und der spitzen Zunge“ der Narrlangia Rot-Weiß Erlangen
- 2008: „Narrenbrunnenpreis“ der Stadt Ettlingen und der Narrengilde Ettlingen
- 2009: „Till von Franken“ in Silber des Fastnachtsverbandes Franken für besondere Verdienste um die Fränkische Fastnacht
- 2009: Frankenwürfel der drei fränkischen Regierungspräsidenten[1]
- 2010: „Philippsburger Trommler“ der KaGe Narhalla Philippsburg für Verdienste um Frohsinn, Fasenacht und Karneval
- 2011: „Hexenorden“ der Faschingsgesellschaft Prunklosia Schwarz-Weiß Emskirchen für Verdienste um Frankens gemütliche Ecke
- 2011: Ehrennadel in Silber des BDAT für 25 Jahre Tätigkeit im bayerischen Amateurtheater
- 2012: Sonderorden „Der goldene Schuh“ des Mainleuser Carnevals-Club
- 2012: „Weisheitsorden“ der Schwarzen Elf Schweinfurt für 22-jährige aktive karnevalistische Tätigkeit
- 2012: Goldene Ehrennadel des VBAT für verdienstvolle Tätigkeit im bayerischen Volks- und Amateurtheater
- 2017: „Goldene Schweineschnauze“ der Schwarzen Elf Schweinfurt für Verdienste um das freche Wort in der Fastnacht
- 2020: Verleihung der „Ehrenurkunde des Landkreises Schweinfurt“
- 2022: Kulturehrenbrief des Bezirks Unterfranken[2]
- 2022: Hans von Singen-Medaille in Gold der Narrengilde Ettlingen
- 2023: „Höbblgäss-Orden“ der FG „Erlabrunner un Neigschmegde“ für Verdienste um die unterfränkische Fastnacht
- 2023: „Narrenorden“ der Schwarzen Elf Schweinfurt für 33-jährige aktive karnevalistische Tätigkeit
- 2025: „Goldene Eule am roten Band“ der Faschingsgesellschaft „AK 04 Nürnberg“ für Verdienste um die fränkische Fastnacht